# Alfred Wieser
Alfred Wieser (Klagenfurt, 1956. június 15. –) osztrák nemzetközi labdarúgó-játékvezető.

## Pályafutása

### Nemzeti játékvezetés
Játékvezetésből Klagenfurtban vizsgázott. Vizsgáját követően a Klagenfurti Labdarúgó-szövetség által üzemeltetett labdarúgó bajnokságokban kezdte sportszolgálatát. Az Osztrák labdarúgó-szövetség Játékvezető Bizottságának (JB) minősítésével 1979-től a Red Zac Erste Liga, majd 1982-től az Fußball-Bundesliga játékvezetője. Küldési gyakorlat szerint rendszeres partbírói, majd 4. (tartalék) bírói szolgálatot is végzett. A játékvezetéstől 1995-ben visszavonul. Fußball-Bundesliga mérkőzéseinek száma: 144.
| Időpont              | Helyszín                | Mérkőzés típusa             | Mérkőzés                           | Eredmény | Nézők száma |
| -------------------- | ----------------------- | --------------------------- | ---------------------------------- | -------- | ----------- |
| 1982. szeptember 17. | Donaupark Stadion, Linz | első Bundesliga mérkőzése   | FC Blau Weiss Linz–First Vienna FC | 3 – 1    | 700         |
| 1995. november 21.   | Vorwärtsstadion, Steyr  | utolsó Bundesliga mérkőzése | Vorwärts Steyr–Grazer AK           | 1 – 2    | 2000        |

#### Nemzeti kupamérkőzések
Vezetett kupadöntők száma: 1.

##### Osztrák labdarúgókupa
| Időpont          | Helyszín                   | Mérkőzés típusa | Mérkőzés                          | Eredmény | Nézők száma |
| ---------------- | -------------------------- | --------------- | --------------------------------- | -------- | ----------- |
| 1993. június 19. | Ernst Happel Stadion, Bécs | döntő           | SK Rapid Wien–FC Wacker Innsbruck | 1 – 3    | 12 000      |

##### Osztrák labdarúgó-szuperkupa
| Időpont          | Helyszín                | Mérkőzés típusa | Mérkőzés                            | Eredmény | Nézők száma |
| ---------------- | ----------------------- | --------------- | ----------------------------------- | -------- | ----------- |
| 1994. július 27. | Alpenstadion Kapfenberg | döntő           | SV Austria Salzburg–FK Austria Wien | 2 – 1    | 8000        |

### Nemzetközi játékvezetés
Az Osztrák labdarúgó-szövetség JB terjesztette fel nemzetközi játékvezetőnek, a Nemzetközi Labdarúgó-szövetség (FIFA) 1991-től tartotta nyilván bírói keretében. A FIFA JB központi nyelvei közül a németet beszéli. Több nemzetek közötti válogatott, valamint Kupagyőztesek Európa-kupája, UEFA-kupa és Bajnokcsapatok Európa-kupája klubmérkőzést vezetett, vagy működő társának partbíróként, majd 4. (tartalék) bíróként segített. Az osztrák nemzetközi játékvezetők rangsorában, a világbajnokság-Európa-bajnokság sorrendjében többedmagával a 12. helyet foglalja el 6 találkozó szolgálatával. A nemzetközi játékvezetéstől 1995-ben búcsúzott. Válogatott mérkőzéseinek száma: 12.

#### Labdarúgó-világbajnokság
Az 1994-es labdarúgó-világbajnokságon a FIFA JB bíróként alkalmazta.
| Időpont             | Helyszín                 | Mérkőzés típusa           | Mérkőzés                  | Eredmény | Nézők száma |
| ------------------- | ------------------------ | ------------------------- | ------------------------- | -------- | ----------- |
| 1992. augusztus 26. | Daugavas Stadion, Riga   | előselejtező (3. csoport) | Litvánia–Dánia            | 0 – 0    | 8 124       |
| 1993. április 14.   | Steaua Stadion, Bukarest | előselejtező (4. csoport) | Románia–Ciprus            | 2 – 1    | 25 000      |
| 1993. október 27.   | İnönü Stadion, Isztambul | előselejtező (2. csoport) | Törökország–Lengyelország | 2 – 1    | 20 000      |

#### Labdarúgó-Európa-bajnokság
Az  1996-os labdarúgó-Európa-bajnokságon az UEFA JB játékvezetőként foglalkoztatta.
| Időpont            | Helyszín                 | Mérkőzés típusa           | Mérkőzés              | Eredmény | Nézők száma |
| ------------------ | ------------------------ | ------------------------- | --------------------- | -------- | ----------- |
| 1994. október 9.   | Maksimir Stadion, Zágráb | előselejtező (4. csoport) | Horvátország–Litvánia | 2 – 0    | 18 000      |
| 1995. március 29.  | Népstadion, Budapest     | előselejtező (3. csoport) | Magyarország–Svájc    | 2 – 2    | 13 000      |
| 1995. november 15. | Sparta Stadion, Prága    | előselejtező (5. csoport) | Csehország–Luxemburg  | 3 – 0    | 20 239      |

---
Az 1991-es női labdarúgó-Európa-bajnokságon az Európai Labdarúgó-szövetség (UEFA) JB játékvezetőként foglalkoztatta. 
| Időpont         | Helyszín              | Mérkőzés típusa           | Mérkőzés              | Eredmény | Nézők száma |
| --------------- | --------------------- | ------------------------- | --------------------- | -------- | ----------- |
| 1990. június 9. | Városi Stadion, Dorog | előselejtező (4. csoport) | Magyarország–Bulgária | 2 – 0    | 500         |